# Logone (cheval)
Le Logone (ou poney du Logone) est une race de poneys de selle légers originaire du Nord du Cameroun et du Sud-ouest du Tchad, traditionnellement élevée par les Musey. D'origine peu claire, il a développé une résistance naturelle à la trypanosomiase véhiculée par la mouche tsé-tsé qui infeste les rives de la rivière Logone. Il est employé tant sous la selle qu'à la traction, et fort respecté par les Musey, qui le traitent à l'égal d'un être humain. 

## Dénomination et sources
D'après Jean-Louis Gouraud, le meilleur spécialiste de la question des poneys d'Afrique est le chercheur du CNRS et de l'IRD Christian Seignobos, auteur de l'ouvrage Le poney du Logone. L'auteure du guide Delachaux a opté pour la graphie « Moussey », le nom répertorié en anglais étant Mousseye. La base de données DAD-IS signale un très grand nombre de noms, tous en français, pour désigner ces animaux : Poney Kirdi, Logone, Mbai, Pagan, Poney Hoho, Poney de la Kabia, Sara et Lakka. D'autres noms attestés sont poney du Cameroun, poney mousseye, et M'baye.

## Histoire

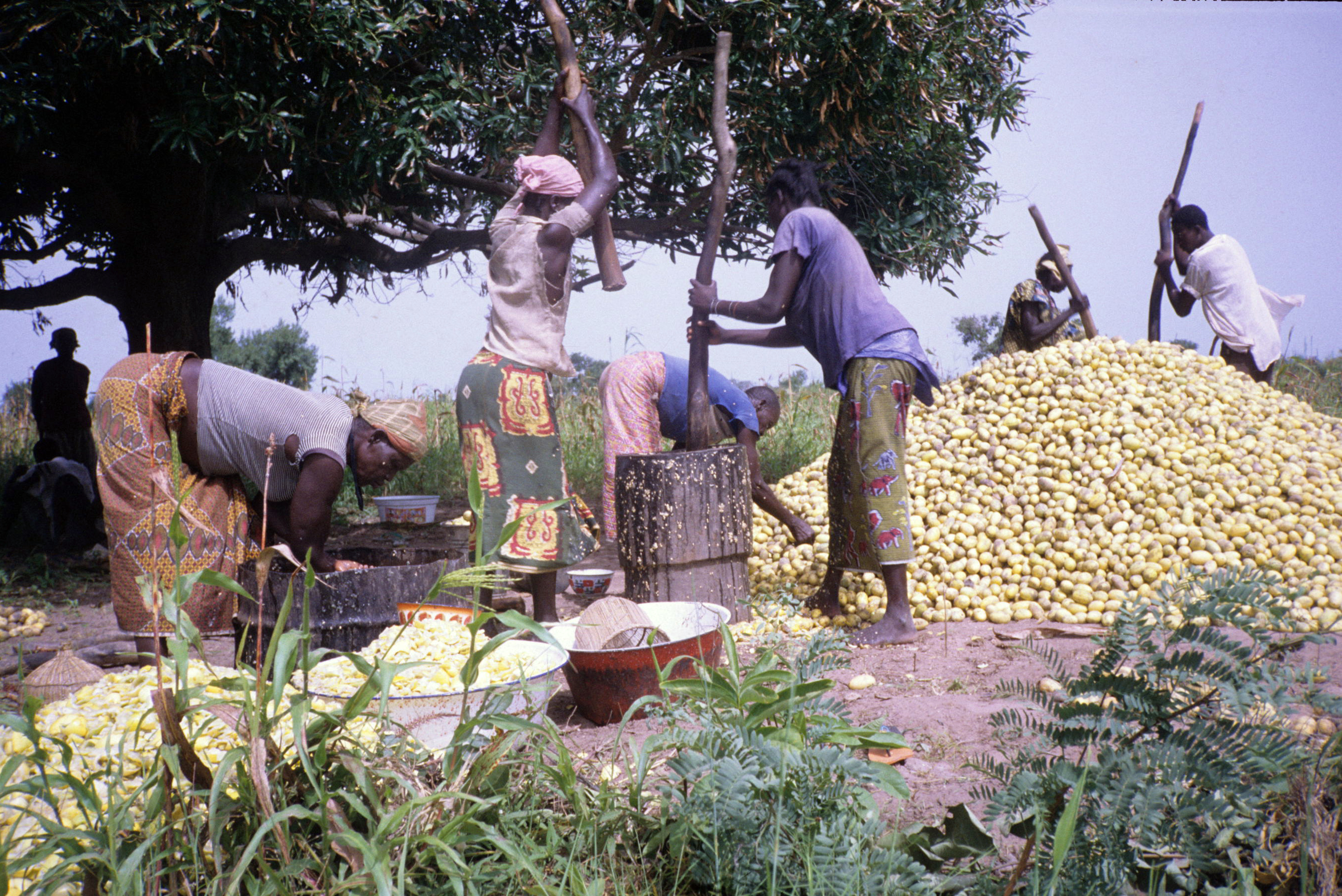
Travaux agricoles dans un village Musey.

Les origines du poney du Logone sont méconnues, sinon qu'il se rencontre dans le Cameroun et le Tchad, dans l'Ouest africain,. La race descend peut-être du Barbe, et pourrait être apparentée au Nigérian, suivant une sélection naturelle qui lui a permis de s'adapter à son milieu hostile. Utilisé pour la guerre et la chasse, l'isolement géographiquement de sa zone d'élevage l'a préservé des croisements avec d'autres races. Il existe de nombreuses descriptions des petits chevaux des Marba-Musey établis dans les plaines inondables des bords du Logone, au Sud-ouest du Tchad et au nord du Cameroun. Dixon Denham décrit cet animal en 1826, Gustav Nachtigal en 1880. L'élevage équin évolue très peu dans la région jusque dans les années 1980. En 1985, Seignobos évalue la population équine à environ 6 000–6 500 têtes. En 1987, 7 500 poneys du Logone sont recensés au Tchad d'après DAD-IS, avec tendance à la diminution des effectifs.
Il vit principalement dans les alentours de la rivière Logone, réputée pour les mouches tsé-tsé qui véhiculent la maladie du sommeil. Ce poney semble y avoir développé une résistance particulière, là où bien d'autres races y succomberaient. 

## Description
La taille moyenne enregistrée pour les poneys du Tchad sur DAD-IS est de 1,24 m chez les femelles et à 1,26 m chez les mâles, pour un poids moyen de 175 kg. Le dictionnaire de CAB International indique une médiane de 1,22 m. Le guide Delachaux donne une moyenne de 1,25 m au garrot.
Il présente le type Barbe. Les caractéristiques physiques du poney du Logone sont assez proches de celles du Nigérian. Petit et solide, il a une tête moyenne de profil concave, à l'arcade sourcilière peu marquée, et surmontée de petites oreilles. L'encolure est courte et épaisse, le dos long. Les jambes sont courtes mais fortes, terminées par de petits sabots. La crinière est hirsute, la queue attachée bas.

### Robe
Les couleurs de robe les plus fréquentes d'après CABI sont l'alezan et le gris ; au contraire le guide Delachaux indique le bai comme robe la plus fréquente, puis l'alezan, et quelques robes rouan et aubère.

### Tempérament et entretien
Cette race est probablement résistante à la Trypanosomiase africaine,. Elle est réputée pour son extrême rusticité et sa robustesse, lui permettant de porter de très lourdes charges. Le caractère est réputé doux, les allures légères.

## Utilisations
Ces poneys servent essentiellement de montures, ou pour différents travaux des champs. Ils pourraient potentiellement faire de bonnes montures pour les enfants.

## Diffusion de l'élevage
Il est enregistré comme race locale africaine du Sud-Ouest du Tchad, présente le long des deux rives de la rivière Logone ; il se rencontre aussi dans le Nord du Cameroun. En 2007, il n'est globalement pas menacé d'extinction, selon la FAO. L'étude de Rupak Khadka de l'université d'Uppsala menée pour la FAO en 2010 considère le Logone comme une race locale africaine non-menacée d'extinction.
Au Cameroun, la race est cependant considérée comme un reliquat du passé, et menacée d'extinction (2003), ce qui a motivé des mesures de la part des autorités camerounaises pour la préserver. Sa résistance à la mouche tse-tse pourrait permettre d'implanter son élevage dans d'autres régions africaines.

## Dans la culture
La race est particulièrement associée au peuple des Musey. Pouvant servir de monnaie d'échange, elle est au centre d'un grand nombre de rituels qui ressemblent aux rites de passage. Ce poney est presque traité comme l'égal d'un être humain. Ses propriétaires en prennent généralement grand soin. À sa mort, il n'est pas rare que les propriétaires d'un animal l'enterrent et le pleurent. Le poney était traditionnellement soigné de manière originale, sans recours à la chirurgie, mais cette pratique est en recul. L'hippophagie est inenvisageable pour les Musey.